# Confédération Africaine de Football
Die Confederation of African Football (abgekürzt CAF) ist der afrikanische Fußballverband und einer der sechs Kontinentalverbände des Fußball-Weltverbands FIFA.
Die Organisation wurde am 8. Februar 1957 gegründet. Der Hauptsitz befindet sich in der Stadt des 6. Oktober nahe Kairo.

## Gründungsgeschichte
Im Zuge der Bildung von Kontinentalverbänden Mitte der 1950er Jahre – in Asien 1954 die AFC, in Europa 1956 die UEFA; die südamerikanische CONMEBOL existiert bereits seit 1916 – entwickelte sich auch in Afrika der Wunsch nach einer organisatorischen Zusammenfassung, um dem dortigen Fußball international mehr Gewicht zu verleihen. Die Schwierigkeit bestand darin, dass es zu dieser Zeit lediglich fünf souveräne afrikanische Staaten (Ägypten, Äthiopien, Liberia, Libyen und die Südafrikanische Republik) und somit auch nur wenige von der europäisch-südamerikanisch dominierten FIFA anerkannte nationale Fußballverbände gab.
Noch auf dem FIFA-Kongress 1954 in Bern äußerte der argentinische Delegierte, Voraussetzung für die Bildung von Kontinentalverbänden sei „die [in Afrika und Asien] noch nicht gegebene Erfüllung sportlicher und organisatorischer Bedingungen“. Immerhin wurde der Ägypter Abdel Aziz Abdallah Salem auf dieser Sitzung als erster Afrikaner in das FIFA-Exekutivkomitee gewählt. Mit Beginn der Dekolonisation Afrikas (1956 wurden der Sudan, Tunesien und Marokko, 1957 Ghana und 1958 Guinea unabhängig) wuchs auch die Zahl nationaler Verbände.
Dennoch gingen der Gründung der CAF noch erhebliche Querelen mit der FIFA voraus. So forderte 1955 der Generalsekretär des Weltverbands, Kurt Gassmann, die Aufnahme von regelmäßigen innerafrikanischen und interkontinentalen Länderspielen als Voraussetzung, um sich „an die FIFA-Regeln und -Gepflogenheiten zu gewöhnen und Spielerausbildung, Qualität der Schiedsrichter, technisches Niveau sowie den medizinischen und sozialen Schutz der Fußballer anzuheben“. Am Rande des 1956er FIFA-Kongresses in Lissabon allerdings einigten sich die Delegierten aus Ägypten, Äthiopien, Südafrika und dem Sudan auf die Bildung eines Kontinentalverbands. Obwohl die CAF auf ihren frühen Briefköpfen 1956 als Gründungsjahr angab, gilt als offizielles Datum dafür der 8. Februar 1957, als am Rande des ersten Afrikapokals für Nationalmannschaften in Khartum das Statut der CAF verabschiedet wurde. Zum Präsidenten wählten die Delegierten Abdallah Salem, den ein Jahr später sein Landsmann Abdel Aziz Mostafa ablöste. Bis 1959 trat nur Ghana zusätzlich der CAF bei, während der Aufnahmeantrag des noch nicht unabhängigen Algerien 1958 abgelehnt wurde (siehe hier). Zwischen 1960 – in diesem sogenannten „Afrikanischen Jahr“ erlangten alleine 17 Staaten ihre Unabhängigkeit – und 1963 kamen die Elfenbeinküste, Guinea, Kamerun, Kongo-Kinshasa, Liberia, Madagaskar, Mali, Marokko, Nigeria, Senegal, Tunesien und Uganda dazu. Von 1964 bis 1969 traten Algerien, Dahomey, Gabun, Gambia, Kenia, Kongo-Brazzaville, Lesotho, Libyen, Malawi, Mauretanien, Niger, Obervolta, Nordrhodesien/Sambia, Sierra Leone, Somalia, Tansania, Togo und die Zentralafrikanische Republik der CAF bei. Einen Kontinentalwettbewerb für Vereinsmannschaften, den African Cup of Champion Clubs, organisierte die CAF erstmals 1965.
Zu Beginn des Jahres 2020 wurden gegen den CAF und den Präsidenten Ahmad Ahmad Vorwürfe wegen Veruntreuung erhoben.

## Präsidenten
- Abdel Aziz Abdallah Salem (Ägypten, 1957–1958)
- Abdel Aziz Mostafa (Ägypten, 1958–1968)
- Abdel Halim Mohamed (Sudan, 1968–1972)
- Ydnekachew Tessema (Äthiopien, 1972–1987)
- Abdel Halim Mohamed (Sudan, 1987–1988)
- Issa Hayatou (Kamerun, 1988–2017)
- Ahmad Ahmad (Madagaskar, 2017–2021)
- Patrice Motsepe (Südafrika, seit 2021)

## Generalsekretäre
- Youssef Mohamed (Ägypten, 1957–1958)
- Mustafa Kamel Mansour (Ägypten, 1958–1961)
- Mourad Fahmy (Ägypten, 1961–1982)
- Mustapha Fahmy (Ägypten, 1982–2010)
- Hicham El Amrani (Marokko, 2010–2021)
- Véron Mosengo-Omba (Demokratische Republik Kongo, seit 2021)

## Mitgliedsverbände
Der CAF gehören heute 56 Landesverbände an, die zum Zweck von Qualifikationen für Nationalmannschafts-Wettbewerbe in fünf verschiedenen Regionalzonen eingeteilt sind.
| Zone / Land                  | Regionalverband                                                    |
| Norden                       | UNAF (Union of North African Football Federations)                 |
| ---------------------------- | ------------------------------------------------------------------ |
| Ägypten                      | Egyptian Football Association * / ***                              |
| Algerien                     | Fédération Algérienne de Football *                                |
| Libyen                       | Libyan Football Federation *                                       |
| Marokko                      | Fédération Royale Marocaine de Football *                          |
| Tunesien                     | Fédération Tunisienne de Football *                                |
| Westen A                     | WAFU-UFOA (West African Football Union)                            |
| Gambia                       | Gambia Football Federation                                         |
| Guinea                       | Fédération Guinéenne de Football                                   |
| Guinea-Bissau                | Federação de Futebol da Guiné-Bissau                               |
| Kap Verde                    | Federação Caboverdiana de Futebol                                  |
| Liberia                      | Liberia Football Association                                       |
| Mali                         | Fédération Malienne de Football                                    |
| Mauretanien                  | Fédération de Football de la République Islamique de Mauritanie *  |
| Senegal                      | Fédération Sénégalaise de Football                                 |
| Sierra Leone                 | Sierra Leone Football Association                                  |
| Westen B                     | WAFU-UFOA (West African Football Union)                            |
| Benin                        | Fédération Béninoise de Football                                   |
| Burkina Faso                 | Fédération Burkinabè de Football                                   |
| Elfenbeinküste               | Fédération Ivoirienne de Football                                  |
| Ghana                        | Ghana Football Association                                         |
| Niger                        | Fédération Nigérienne de Football                                  |
| Nigeria                      | Nigeria Football Federation                                        |
| Togo                         | Fédération Togolaise de Football                                   |
| Zentral                      | UNIFFAC (Union des Fédérations du Football d’Afrique Centrale)     |
| Äquatorialguinea             | Federación Ecuatoguineana de Fútbol                                |
| Gabun                        | Fédération Gabonaise de Football                                   |
| Kamerun                      | Fédération Camerounaise de Football                                |
| DR Kongo                     | Fédération Congolaise de Football-Association                      |
| Republik Kongo               | Fédération Congolaise de Football                                  |
| São Tomé und Príncipe        | Federação Santomense de Futebol                                    |
| Tschad                       | Fédération Tchadienne de Football Association                      |
| Zentralafrikanische Republik | Fédération Centrafricaine de Football                              |
| Zentral-Osten                | CECAFA (Council for East and Central Africa Football Associations) |
| Äthiopien                    | Ethiopian Football Federation                                      |
| Burundi                      | Fédération de Football du Burundi                                  |
| Dschibuti                    | Fédération Djiboutienne de Football *                              |
| Eritrea                      | Eritrean National Football Federation                              |
| Kenia                        | Football Kenya Federation                                          |
| Ruanda                       | Fédération Rwandaise de Football Association                       |
| Sansibar**                   | Zanzibar Football Federation                                       |
| Somalia                      | Somali Football Federation *                                       |
| Tansania                     | Tanzania Football Federation                                       |
| Uganda                       | Federation of Uganda Football Associations                         |
| Sudan                        | Sudan Football Association *                                       |
| Südsudan                     | South Sudan Football Association                                   |
| Süden                        | COSAFA (Council of Southern Africa Football Associations)          |
| Angola                       | Federação Angolana de Futebol                                      |
| Botswana                     | Botswana Football Association                                      |
| Eswatini                     | Eswatini Football Association                                      |
| Komoren                      | Fédération Comorienne de Football *                                |
| Lesotho                      | Lesotho Football Association                                       |
| Madagaskar                   | Fédération Malagasy de Football                                    |
| Malawi                       | Football Association of Malawi                                     |
| Mauritius                    | Mauritius Football Association                                     |
| Mosambik                     | Federação Moçambicana de Futebol                                   |
| Namibia                      | Namibia Football Association                                       |
| Réunion**                    | Ligue Réunionnaise de Football                                     |
| Sambia                       | Football Association of Zambia                                     |
| Seychellen                   | Seychelles Football Federation                                     |
| Simbabwe                     | Zimbabwe Football Association                                      |
| Südafrika                    | South African Football Association                                 |

* Auch Mitglieder der Union of Arab Football Associations.

** Keine Mitglieder der FIFA, jedoch assoziierte Mitglieder der CAF und des jeweiligen Regionalverbandes.

*** Ägypten beendete seine Mitgliedschaft im Regionalverband UNAF am 19. November 2009, trat diesem 2011 aber wieder bei.

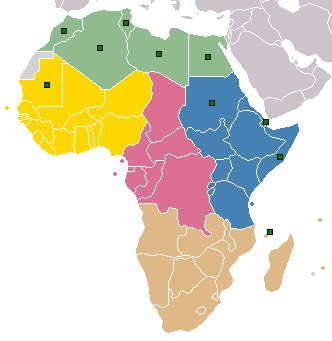
Regionalverbände der CAF

Sansibar war 2017 vier Monate lang volles Mitglied der CAF. Der Mitgliedsstatus wurde aber wieder aberkannt, da laut Statuten keine zwei Verbände eines Staates Mitglied sein dürfen. Sansibar ist Teil von Tansania, und aus selbigem Grund auch nicht in der FIFA.

## Wettbewerbe
Der Verband ist Ausrichter zahlreicher Wettbewerbe, an denen die Nationalmannschaften oder Vereinsmannschaften ihrer Mitgliedsverbände teilnehmen. Zusätzlich organisiert die CAF die Qualifikations-Runden der Afrika-Zone für die Fußball-Weltmeisterschaften und für das olympische Fußballturnier. Die Wettbewerbe im Einzelnen:

### Wettbewerbe für Nationalmannschaften

#### Männer
- Afrika-Cup – Fußballturnier der Männer, wird seit 1957 regelmäßig alle zwei Jahre ausgetragen
- Afrikanische Nationenmeisterschaft – Fußballturnier der Männer, wird seit 2009 alle zwei Jahre ausgetragen
- U-23-Afrika-Cup – wird seit 2011 regelmäßig alle vier Jahre ausgetragen und dient als Qualifikation für das Fußballturnier der Olympischen Spiele
- U-20-Afrika-Cup (auch African U-20 Championship) – wird seit 1979 regelmäßig alle zwei Jahre ausgetragen und dient als Qualifikation für die U-20-Fußball-Weltmeisterschaft
- U-17-Afrika-Cup (auch The Under 17 Cup) – wird seit 1995 regelmäßig alle zwei Jahre ausgetragen und dient als Qualifikation für die U-17-Fußball-Weltmeisterschaft
- CAF African Schools Football Championship
- Futsal-Afrikameisterschaft
- Beachsoccer-Afrikameisterschaft
- Fußballturnier für Nationalmannschaften der Afrikaspiele

#### Frauen
- Afrika-Cup der Frauen – Fußball-Afrikameisterschaft der Frauen, wird seit 1998 regelmäßig alle zwei Jahre ausgetragen
- U-20-Afrika-Cup der Frauen – wird seit 2004 regelmäßig alle zwei Jahre ausgetragen und dient als Qualifikation für die U-20-Fußball-Weltmeisterschaft der Frauen
- U-17-Afrika-Cup der Frauen – wird seit 2004 regelmäßig alle zwei Jahre ausgetragen und dient als Qualifikation für die U-17-Fußball-Weltmeisterschaft der Frauen
- CAF African Schools Football Championship
- Futsal-Afrikameisterschaft der Frauen – soll 2025 erstmals ausgetragen werden
- Fußballturnier für Nationalmannschaften der Afrikaspiele

### Wettbewerbe für Vereinsmannschaften
- CAF Champions League, wird seit 1965 ausgetragen, hieß bis 1996 African Cup of Champion Clubs (Afrika-Pokal der Landesmeister)
- CAF Confederation Cup, von 1992 bis 2003 als CAF Cup ausgetragen
- CAF Super Cup, wird seit 1992 regelmäßig ausgetragen
- African Football League, erstmals 2023 ausgetragen
- CAF Women’s Champions League

### Eingestellte Wettbewerbe
- Afro-Asien-Pokal für Nationalmannschaften, ausgerichtet gemeinsam mit dem asiatischen Kontinental-Fußballverband AFC
- African Cup Winners’ Cup (Afrika-Pokal der Pokalsieger), wurde von 1975 bis 2003 regelmäßig ausgetragen, danach eingestellt zugunsten des Confederation Cups
- Afro-Asien-Pokal, Wettbewerb für afrikanische und asiatische Vereinsmannschaften, gemeinsam ausgerichtet mit dem Asiatischen Kontinental-Fußballverband AFC, wurde von 1986 bis 1999 ausgespielt
- UEFA-CAF Meridian Cup für afrikanische und europäische U17-Teams, ausgerichtet gemeinsam mit dem europäischen Kontinental-Fußballverband UEFA

## WM-Teilnehmer vom afrikanischen Kontinent

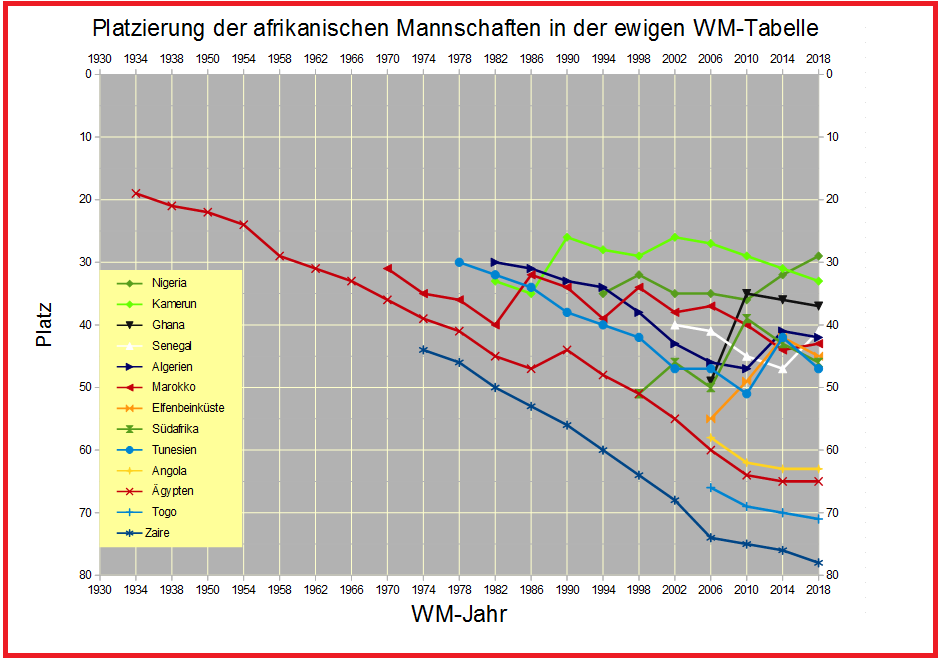
Platzierung der CAF-Mannschaften in der ewigen WM-Tabelle

### Männer
- Fußball-Weltmeisterschaft 1930: Keiner
- Fußball-Weltmeisterschaft 1934: Ägypten
- Fußball-Weltmeisterschaft 1938: Keiner
- Fußball-Weltmeisterschaft 1950: Keiner
- Fußball-Weltmeisterschaft 1954: Keiner
- Fußball-Weltmeisterschaft 1958: Keiner
- Fußball-Weltmeisterschaft 1962: Keiner
- Fußball-Weltmeisterschaft 1966: Keiner
- Fußball-Weltmeisterschaft 1970: Marokko
- Fußball-Weltmeisterschaft 1974: Zaire
- Fußball-Weltmeisterschaft 1978: Tunesien
- Fußball-Weltmeisterschaft 1982: Algerien, Kamerun
- Fußball-Weltmeisterschaft 1986: Algerien, Marokko1
- Fußball-Weltmeisterschaft 1990: Ägypten, Kamerun2
- Fußball-Weltmeisterschaft 1994: Kamerun, Marokko, Nigeria1
- Fußball-Weltmeisterschaft 1998: Kamerun, Marokko, Nigeria1, Südafrika, Tunesien
- Fußball-Weltmeisterschaft 2002: Kamerun, Senegal2, Nigeria, Südafrika, Tunesien
- Fußball-Weltmeisterschaft 2006: Angola, Elfenbeinküste, Ghana1, Togo, Tunesien
- Fußball-Weltmeisterschaft 2010: Algerien, Elfenbeinküste, Ghana2, Kamerun, Nigeria, Südafrika4
- Fußball-Weltmeisterschaft 2014: Algerien1, Elfenbeinküste, Ghana, Kamerun, Nigeria1
- Fußball-Weltmeisterschaft 2018: Ägypten, Marokko, Nigeria, Senegal, Tunesien
- Fußball-Weltmeisterschaft 2022: Ghana, Kamerun, Marokko3, Senegal1, Tunesien

### Frauen
- Fußball-Weltmeisterschaft der Frauen 1991: Nigeria
- Fußball-Weltmeisterschaft der Frauen 1995: Nigeria
- Fußball-Weltmeisterschaft der Frauen 1999: Ghana, Nigeria2
- Fußball-Weltmeisterschaft der Frauen 2003: Ghana, Nigeria
- Fußball-Weltmeisterschaft der Frauen 2007: Ghana, Nigeria
- Fußball-Weltmeisterschaft der Frauen 2011: Äquatorial-Guinea, Nigeria
- Fußball-Weltmeisterschaft der Frauen 2015: Elfenbeinküste, Kamerun1, Nigeria
- Fußball-Weltmeisterschaft der Frauen 2019: Kamerun1, Nigeria1, Südafrika

1 Achtelfinale
2 Viertelfinale
3 Halbfinale
4 Gastgeber